# Galactolipide

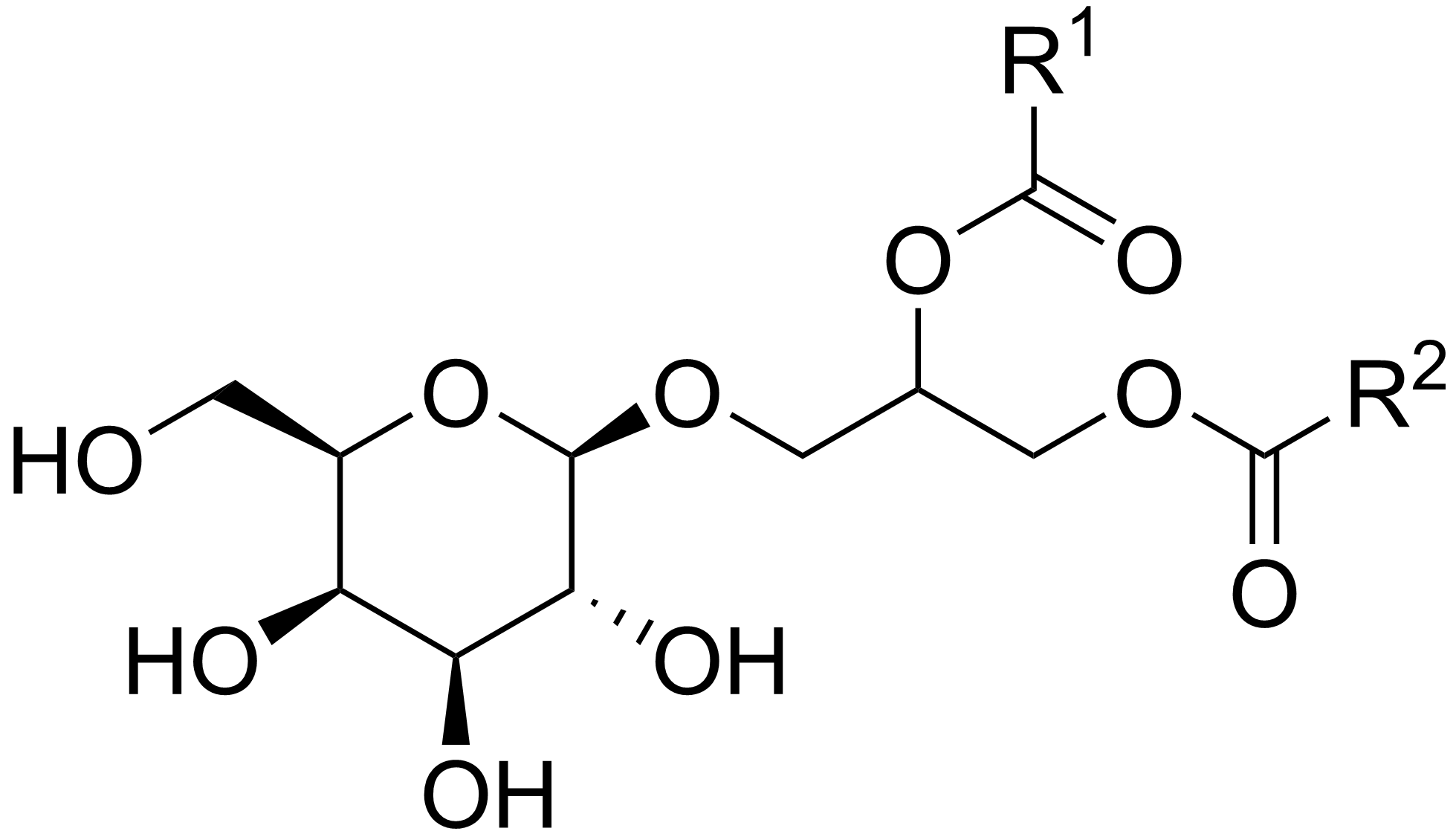
Structure générique d'un monogalactosyldiacylglycérol (MGDG), un type important de galactolipides ; R^{1} et R^{2} désignent des chaînes hydrocarbonées d'acides gras.

Les galactolipides sont un type de glycolipides dans lesquels l'ose lié est le galactose. Ils diffèrent des glycosphingolipides notamment par le fait que l'azote n'entre pas dans leur composition.
Ce sont d'importants lipides membranaires chez les plantes, où ils remplacent les phospholipides. Les membranes de chloroplastes contiennent ainsi de grands quantités de monogalactosyldiacylglycérols (MGDG) et de digalactosyldiacylglycérols (DGDG).
Ils interviennent peut-être également directement dans la photosynthèse, dans la mesure où ils ont été identifiés dans la structure de complexes photosynthétiques par cristallographie aux rayons X.
Les galactolipides présentent une plus grande biodisponibilité que les acides gras libres, et on a montré qu'ils possèdent une activité anti-inflammatoire en agissant sur la cyclooxygénase (COX). Des galactolipides à acide α-linolénique extraits de feuilles d'épinard (Spinacia oleracea) présenteraient un effet inhibiteur sur l'activation du virus d'Epstein-Barr induite par certaines tumeurs.
Les galactocérébrosides (GalC) et leurs dérivés sulfatés sont aussi présents abondamment liés à d'autres protéines dans la gaine de myéline des vertébrés